# 東滝川信号場
東滝川信号場（ひがしたきかわしんごうじょう）は、北海道滝川市東滝川町にある北海道旅客鉄道（JR北海道）根室本線の信号場である。電報略号はヒワ。事務管理コードは▲130401。旅客駅であった時代の駅番号はT22。

## 歴史

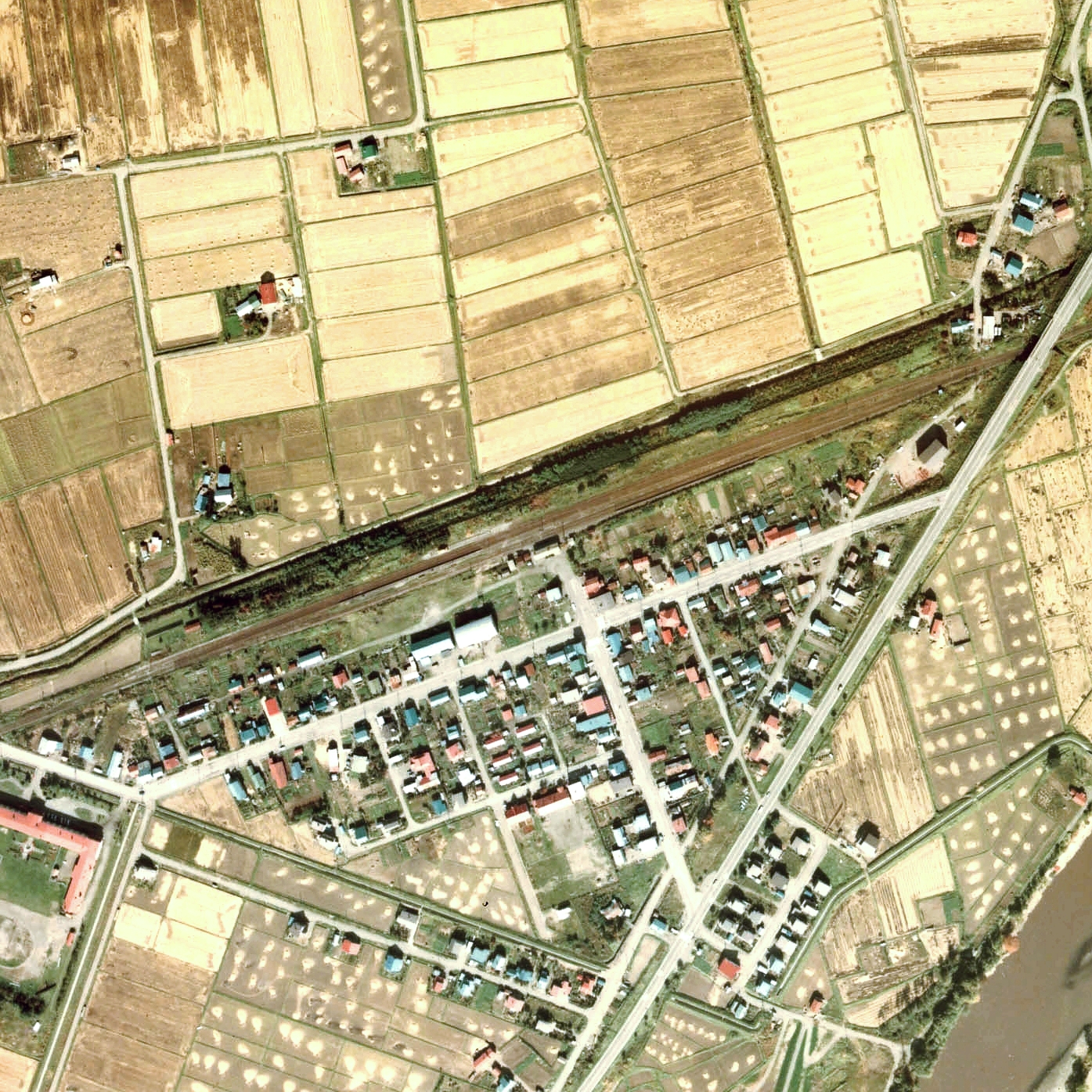
1977年の東滝川駅と周囲約750m範囲。右が富良野方面。

下富良野線（現在の滝川駅 - 富良野駅間）の分岐点が1910年（明治43年）に滝川に決まってから、当地への駅設置位置についても議論が起き、最終的に当地の農場主、小林和三郎が土地を提供したことで、当駅の位置が決まり工事が始まることとなった。

### 年表
- 1913年（大正2年）11月10日：国有鉄道の幌倉駅（ほろくらえき）として開業[2]。一般駅[2]。
- 1950年（昭和25年）：駅舎改築[4][1]。
- 1954年（昭和29年）11月10日：東滝川駅に改称[5]。
- 1961年（昭和36年）9月13日：貨物取扱い廃止[1]。
- 1982年（昭和57年）
  - 月日不詳：跨線橋設置。
  - 5月30日：荷物取扱い廃止[6]。同時に駅員無配置駅（無人化）となる[7]。
- 1987年（昭和62年）4月1日：国鉄分割民営化により、北海道旅客鉄道（JR北海道）の駅となる[2]。
- 2024年（令和6年）
  - 7月23日：同日付「北海道新聞」にて、JR北海道が当駅を2025年（令和7年）春に廃止する方針を示した旨が報道される[8]。
  - 8月21日：同日開催の滝川市議会総務文教委員会にて、滝川市がJR北海道に当駅の存続を断念する意向を示すことを表明[9]。
- 2025年（令和7年）3月15日：同日のダイヤ改正で廃止[10]。東滝川信号場として存続[11]。

### 駅名の由来
旧駅名「幌倉」は現在のポロクラ川を意味するアイヌ語が大地名化したことに由来する旧地名である。由来については諸説あるが、アイヌ語研究者の山田秀三は「はっきりしない」とした上で永田方正『北海道蝦夷語地名解（永田地名解）』の「機弓を置く大川」説を引用し、「クラ」は「ku-rar（弓を・置く）とでも読んだものか」と推察している。この説を採る場合「ポロクラㇻ（poro-ku-rar）」（大きい・弓を・置く〔・川〕）に由来する、ということになる。
このほか国鉄による『駅名の起源』などで「ポロクラ」を「大きな岩崖」とする解釈もあるが、山田は「クラを岩崖と呼んだ地名を見たことが無い」として疑問視している。
現在の駅名は1955年（昭和30年）に滝川市内の町字が改正されるのに伴って改称されたもので、滝川市街の東にあることによる名称である。

## 駅構造
相対式ホーム2面2線をもつ地上駅。上り線側に駅舎が設置されており、互いのホームは跨線橋を挟んで点対称に結ばれている。また、下り線の内側には線路跡の隙間が残されている。
駅舎は1950年（昭和25年）に改築されたもので、木造平屋モルタル塗りである。

### のりば
| 番線 | 路線      | 方向 | 行先       |
| ---- | --------- | ---- | ---------- |
| 1    | ■根室本線 | 上り | 滝川方面   |
| 2    | ■根室本線 | 下り | 富良野方面 |

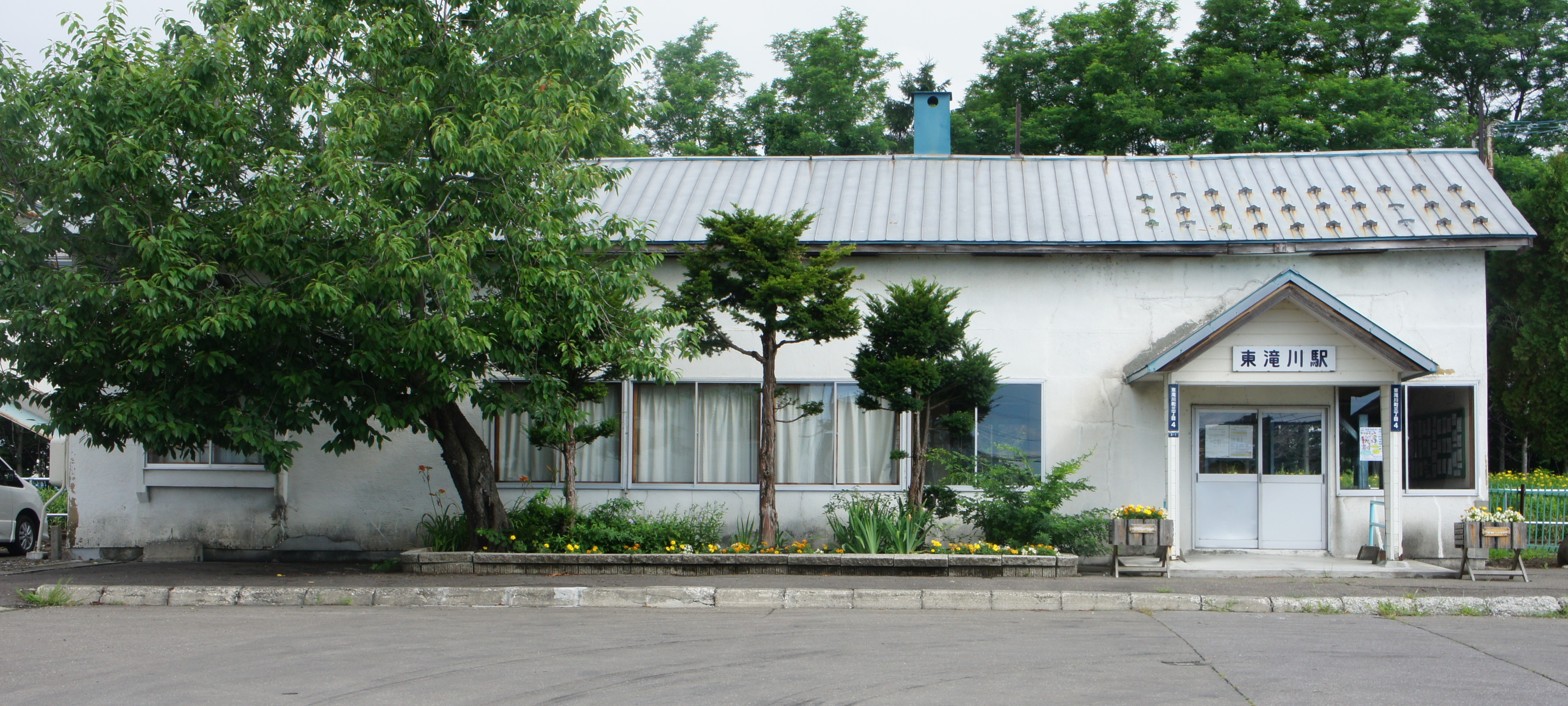
旅客駅時代の駅舎（2017年8月）
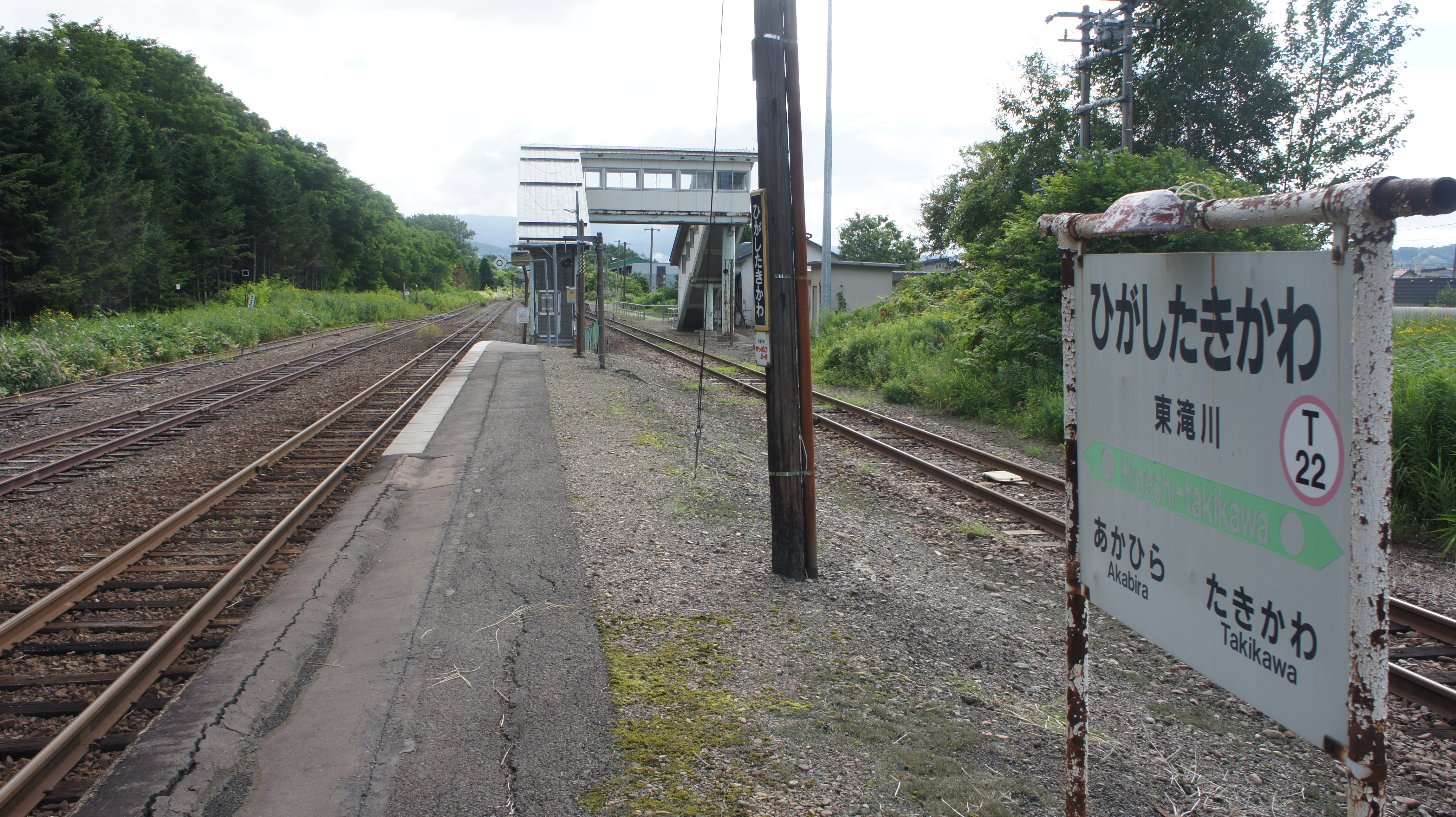
ホーム（赤平方面を望む）（2017年8月）
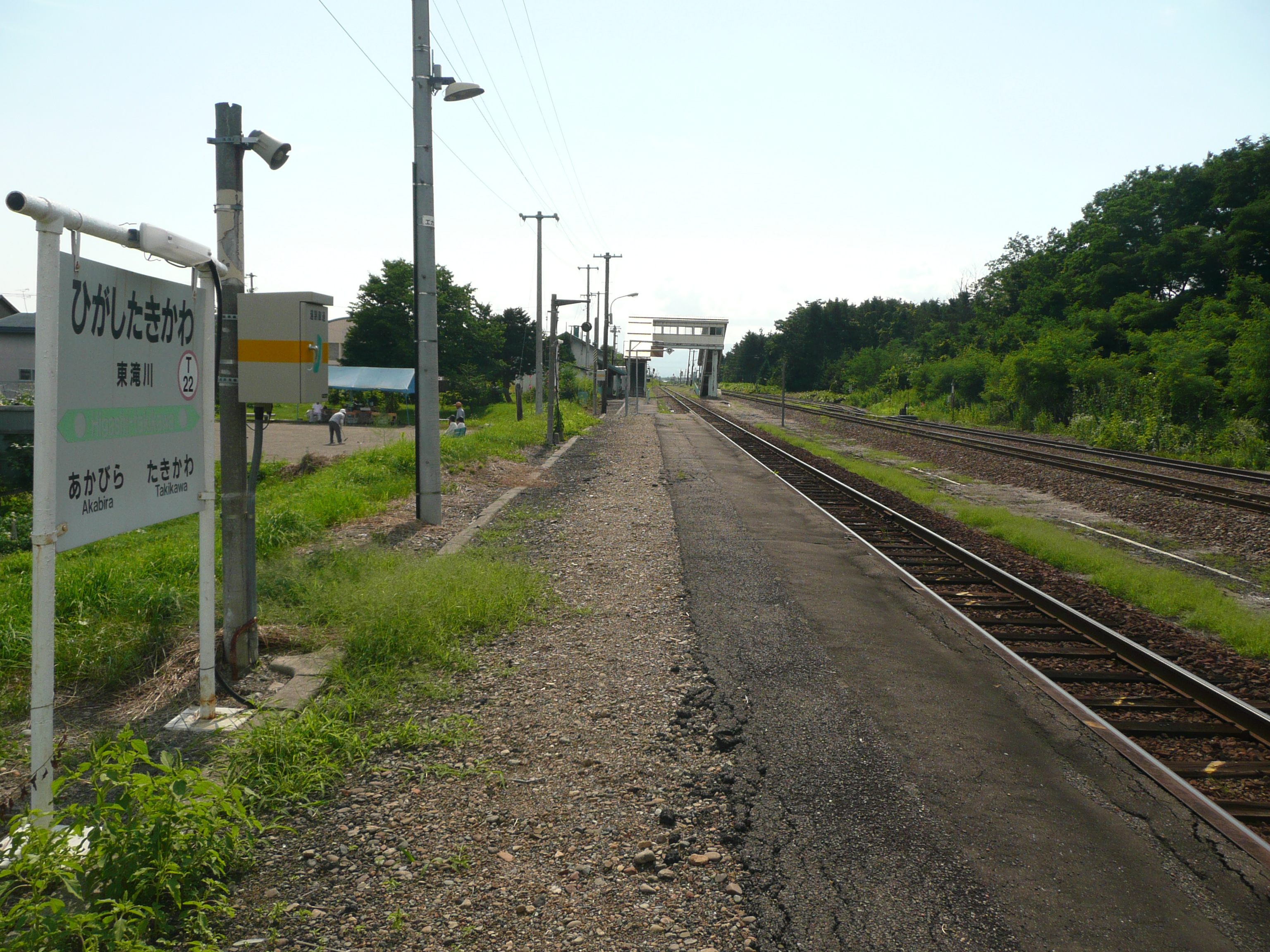
ホーム（滝川方面を望む）（2008年7月）
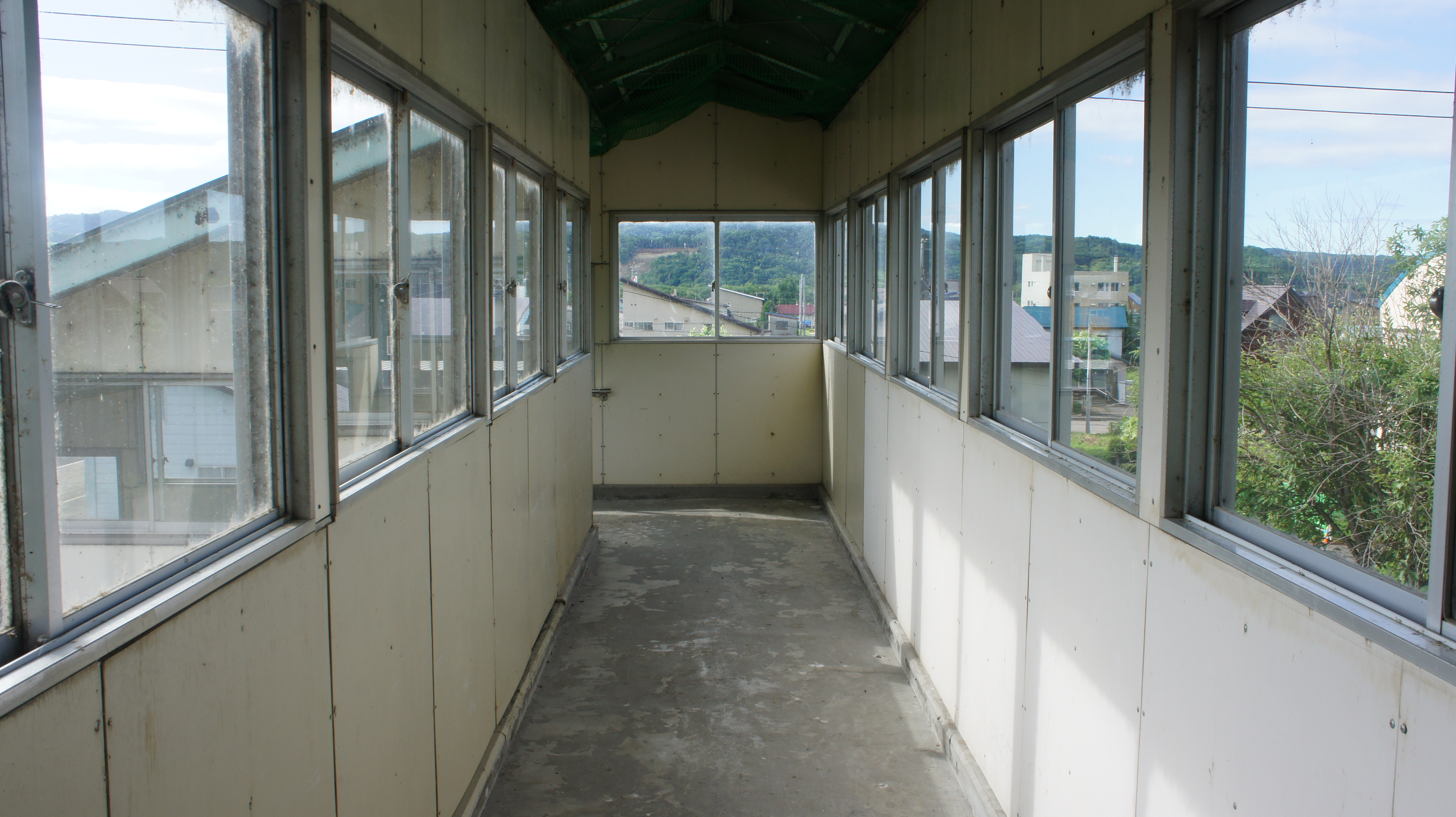
跨線橋（2017年8月）

## 利用状況
乗車人員の推移は以下のとおり。年間の値のみ判明している年については、当該年度の日数で除した値を括弧書きで1日平均欄に示す。乗降人員のみが判明している場合は、1/2した値を括弧書きで記した。
また、「JR調査」については、当該の年度を最終年とする過去5年間の各調査日における平均である。
| 年度               | 乗車人員 | 乗車人員 | 乗車人員     | 出典       | 備考                |
| 年度               | 年間     | 1日平均  | JR調査       | 出典       | 備考                |
| ------------------ | -------- | -------- | ------------ | ---------- | ------------------- |
| 1917年（大正06年） | 19,836   | (54.3)   |              | [ 1 ]      |                     |
| 1933年（昭和08年） | 36,336   | （99.6)  |              | [ 1 ]      |                     |
| 1934年（昭和09年） | 37,698   | (103.3)  |              | [ 1 ]      |                     |
| 1965年（昭和40年） | 73,477   | (201.3)  |              | [ 1 ]      |                     |
| 1970年（昭和45年） | 17,158   | (47.0)   |              | [ 1 ]      |                     |
| 1975年（昭和50年） | 8,125    | (22.2)   |              | [ 1 ]      |                     |
| 1978年（昭和53年） | 5,355    | 15       |              | [ 1 ]      |                     |
| 1992年（平成04年） |          | (11.0)   |              | [ 14 ]     | 1日平均乗降客数22人 |
| 2015年（平成27年） |          |          | 「10名以下」 | [ JR北 1 ] |                     |
| 2016年（平成28年） |          |          | 5.6          | [ JR北 2 ] |                     |
| 2017年（平成29年） |          |          | 5.2          | [ JR北 3 ] |                     |
| 2018年（平成30年） |          |          | 4.8          | [ JR北 4 ] |                     |
| 2019年（令和元年） |          |          | 3.8          | [ JR北 5 ] |                     |
| 2020年（令和02年） |          |          | 3.0          | [ JR北 6 ] |                     |
| 2021年（令和03年） |          |          | 2.6          | [ JR北 7 ] |                     |
| 2022年（令和04年） |          |          | 2.2          | [ JR北 8 ] |                     |
| 2023年（令和05年） |          |          | 1.8          | [ JR北 9 ] |                     |

## 駅周辺
駅前には当地出身の作曲家仁木他喜雄の顕彰碑（童謡「めんこい仔馬」の歌詞が書かれている）が設置されている。
- 北海道道776号北滝の川東滝川停車場線
- 国道38号
- 道央自動車道滝川インターチェンジ
- 滝川警察署東滝川駐在所
- 東滝川郵便局
- 滝川畜産試験場
- 北海道中央バス（滝川営業所、高速ふらの号）「東滝川」停留所[15]
  - 停留所は駅前ではなく、国道38号線に設置されている。

## 隣の駅
北海道旅客鉄道（JR北海道）
■根室本線
滝川駅 (A21) - *（一ノ坂信号場） - （東滝川信号場） - *（幌岡信号場） - 赤平駅 (T23)
*打消線は廃止信号場

### JR北海道
1. ↑  “極端にご利用の少ない駅（3月26日現在）” (PDF). 平成28年度事業運営の最重点事項.   北海道旅客鉄道株式会社. p. 6 (2016年3月28日). 2017年12月10日閲覧。
2. ↑  “駅別乗車人員（2016）” (PDF). 線区データ（当社単独では維持することが困難な線区）(地域交通を持続的に維持するために).   北海道旅客鉄道株式会社. p. 2 (2017年12月8日). 2018年8月17日時点のオリジナルよりアーカイブ。2018年8月17日閲覧。
3. ↑  「根室線（滝川・富良野間）」（PDF）『線区データ（当社単独では維持することが困難な線区）(地域交通を持続的に維持するために)』、北海道旅客鉄道株式会社、3頁、2018年7月2日。オリジナルの2018年8月18日時点におけるアーカイブ。2018年8月18日閲覧。
4. ↑  “根室線（滝川・富良野間）” (PDF). 線区データ（当社単独では維持することが困難な線区）(地域交通を持続的に維持するために).   北海道旅客鉄道. p. 3 (2019年10月18日). 2019年10月18日時点のオリジナルよりアーカイブ。2019年10月18日閲覧。
5. ↑  “根室線（滝川・富良野間）” (PDF). 地域交通を持続的に維持するために > 輸送密度200人以上2,000人未満の線区（「黄色」8線区）.   北海道旅客鉄道. p. 3 (2020年10月30日). 2020年11月2日時点のオリジナルよりアーカイブ。2020年11月4日閲覧。
6. ↑  “駅別乗車人員  特定日調査（平日）に基づく”.   北海道旅客鉄道. 2022年8月3日時点のオリジナルよりアーカイブ。2022年8月14日閲覧。
7. ↑  “駅別乗車人員  特定日調査（平日）に基づく”.   北海道旅客鉄道. 2022年9月3日時点のオリジナルよりアーカイブ。2022年9月3日閲覧。
8. ↑  “駅別乗車人員  特定日調査（平日）に基づく”.   北海道旅客鉄道. 2023年11月10日時点のオリジナルよりアーカイブ。2023年11月10日閲覧。
9. ↑  “駅別乗車人員  特定日調査（平日）に基づく”.   北海道旅客鉄道 (2024年). 2024年9月9日時点のオリジナルよりアーカイブ。2024年9月9日閲覧。